# Stormen Gorm
Stormen Gorm (i Storbritannien; Clodagh , i Tyskland; Nils II.) var en storm som ramte hele Danmark søndag d. 29 november 2015. Stormen gik i land ved den jyske vestkyst, hvor resultatet var store oversvømmelser i bl.a. Hvide Sande. I Limfjorden steg vandstanden med omkring 1,6 m efter stormen, hvilket dog var mindre en Stormen Egon i januar samme år. Stormens kraftigste vinde gik tværs gennem landet, hvor især den centrale del af landet var hårdt ramt.
Stormen lukkede de fleste broer i Danmark heriblandt både den gamle og nye lillebæltsbro, Vejlefjordbroen, Storebæltsbroen og Øresundsbroen. Togtrafikken blev indstillet mange steder i landet, f.eks. var samtlige S-tog aflyst under stormens værste timer. Københavns Lufthavn oplevede forsinkelser på mange flyafgange. Politiet i Sydjylland, Midtjylland og på Fyn frarådede al unødig udkørsel. En fodboldkamp mellem FC Midtjylland og FC København blev aflyst pga. stormen.
I Østjylland mistede 37.000 borgere strømmen, da flere højspændingsledninger blev ramt af flyvende ting. I Sverige mistede knap 50.000 husstande strømmen som følge af stormen. Omkring 31.000 lå i Sydsverige, men også 5.000 boliger på Gotland blev ramt. I Brabrand ved Århus blæste taget af en boligblok. Der var dog ingen personskader.
Mange træer, som de to tidligere storme Allan og Bodil havde svækket, væltede under Gorm. I Søhøjlandet væltede mellem 7.000 og 7.500 m3 skov og i Randers og på Djursland væltede omkring 2.000 m3.
En 74-årige dement mand fra Nykøbing Sjælland var eneste dødsoffer for Stormen Gorm. Han blev fundet død den 30. november 2015.

## Målte vindstyrker
- Sjællands Odde: Middelvind: 35 m/s (fuld orkanstyrke), vindstød: 45 m/s.[15]
- Karup: Middelvind: 25 m/s, vindstød: 39,5 m/s.[16]
- Blåvandshuk: Middelvind: ? m/s, vindstød: 39 m/s.[17]